# Louisiana IceGators
Die Louisiana IceGators waren ein US-amerikanisches Eishockeyfranchise aus Lafayette, Louisiana. Die Spielstätte der IceGators war der Cajundome.

## Geschichte
Das Franchise wurde im Jahr 1995 gegründet und nahm seinen Spielbetrieb in der East Coast Hockey League auf. Cheftrainer wurde Doug Shedden, der in seiner aktiven Karriere in der NHL spielte. Bereits in ihrer ersten Spielzeit erreichten die IceGators die Play-offs, nachdem sie mit 92 Punkten in der regulären Saison die South Division gewonnen hatten. In der ersten Runde der Play-offs unterlagen die IceGators knapp den Jacksonville Lizard Kings. Auch in der darauffolgenden Saison gelang die Qualifikation für die Endrunde, in der die IceGators nacheinander die Mobile Mysticks, Birmingham Bulls und Peoria Rivermen besiegten und den Einzug in die Finalspiele um den Kelly Cup schafften. Die IceGators unterlagen den South Carolina Stingrays in fünf Spielen. 
In den folgenden Jahren konnte sich das Team konstant für die Play-offs qualifizieren, aber nur in der Spielzeit 1999/00 gelang Louisiana noch einmal der Einzug in die Finalspiele, in denen sie in sechs Partien den Peoria Rivermen unterlagen. In der Saison 2001/02 errangen die Louisiana IceGators mit 116 Punkten die höchste jemals erreichte Punktzahl der ECHL-Geschichte und gewannen damit den Henry Brabham Cup. Die IceGators unterlagen dann allerdings in der zweiten Play-off-Runde gegen die Jackson Bandits in fünf Partien. In der letzten Spielzeit des Franchise 2004/05 spielten die IceGators ihre schlechteste Saison, in der das Team nur 58 Punkte erreichte und die Play-offs klar verpasste. Das war das einzige Mal, dass sich die IceGators nicht für die Play-offs qualifizieren konnten. In den letzten Jahren waren die Zuschauerzahlen bei den IceGators rückläufig, weshalb das Franchise aufgrund finanzieller Probleme im Januar 2006 aufgelöst werden musste, nachdem keine Investoren gefunden werden konnten.

## Team-Rekorde

### Karriererekorde
Spiele: 494  Chris Valicevic
Tore: 192  Jay Murphy
Assists: 395  Chris Valicevic
Punkte: 532  John Spoltore
Strafminuten: 1073  Jason McQuat

## Bekannte Spieler
- David Cunniff
- Nathan Marsters
- Shawn McNeil
- Kevin Mitchell
- Jean-Philippe Morin
- Pascal Pelletier
- Bruce Richardson